# Papiro 86

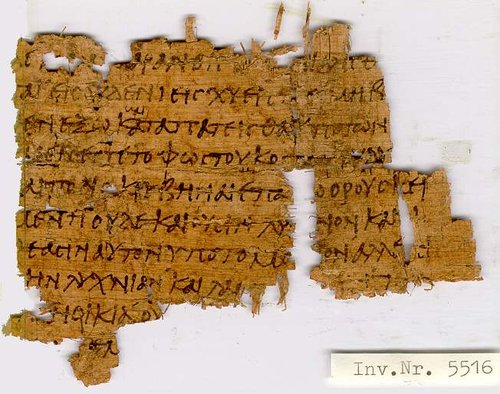
Papiro 86.

El Papiro 86 (en la numeración Gregory-Aland) designado como {\displaystyle {\mathfrak {P}}}86, es una copia antigua de una parte del Nuevo Testamento en griego. Es un manuscrito en papiro del Evangelio de Mateo y contiene la parte de Mateo 5:13-16, 22-25. Ha sido asignado paleográficamente al siglo IV.
El texto griego de este códice es un representante del Tipo textual alejandrino, también conocido neutral o egipcio. Kurt Aland la designó a la Categoría II de los manuscritos del Nuevo Testamento.
Este documento se encuentra en Institut für Altertumskunde de la Universidad de Colonia (P. Col. theol. 5516), en Colonia (Alemania).

## Galería

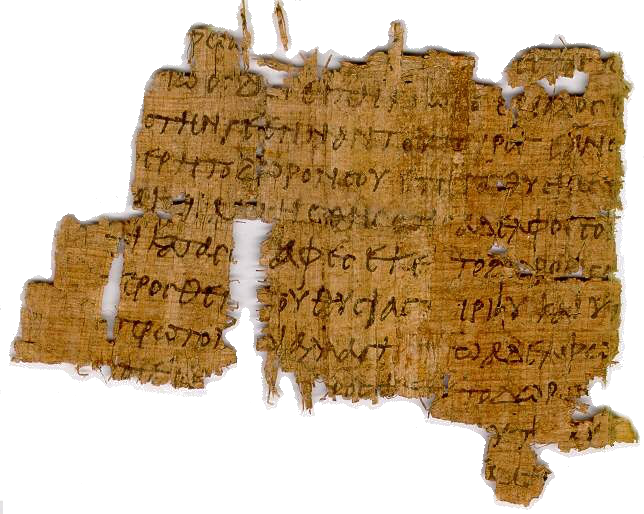
Reverso.
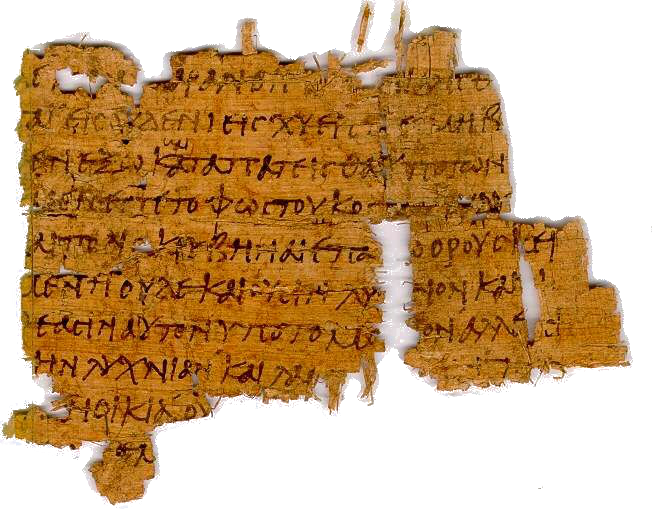
Anverso.